# Warwe
Warwe gehört zum Ortsteil Fahrenhorst der Gemeinde Stuhr im niedersächsischen Landkreis Diepholz.

## Geografie und Verkehrsanbindung
Der Ort liegt im südlichen Bereich der Gemeinde Stuhr östlich des Kernortes Fahrenhorst und östlich der B 51 an der Einmündung der Kreisstraße K 114 in die K 113. Unweit nördlich fließt der Hombach, südlich erstreckt sich das Waldgebiet Bradenholz. Unweit südöstlich hat der Gänsebach seine Quelle.
In den Jahren 1955–1957 entstand die Siedlung Warwe.
Warwe ist Namensgeber für das Naherholungsgebiet Warwer Sand, das Teil des Naturparks Wildeshauser Geest ist.